# Gobierno de Gustavo Rojas Pinilla
El Gobierno de Gustavo Rojas Pinilla en Colombia abarca el periodo que va desde el 13 de junio de 1953 al 10 de mayo de 1957, en este periodo asumió el poder luego del golpe de Estado de 1953 y ejerció la presidencia mediante una dictadura militar, rompiendo el orden constitucional al no ser un gobierno elegido, se le considera la única dictadura en Colombia durante el Siglo XX.

## Antecedentes
La división dentro del Partido Liberal Colombiano permitió el triunfo del conservador Mariano Ospina Pérez en las elecciones presidenciales de Colombia de 1946. Sin embargo, la proyección de Jorge Eliécer Gaitán, quien se consolidó como jefe único del Partido Liberal, sumada a la mayoría liberal en el congreso, no permitió a los conservadores desarrollar cabalmente sus políticas.
Gaitán fue asesinado en 1948 y se desató el "Bogotazo", un levantamiento popular que buscaba forzar a Ospina a renunciar. El objetivo no se logró y Ospina resultó fortalecido, por lo que desarrolló una mayor represión. Por ese motivo, el Partido Liberal no participó de las elecciones de 1950, lo que dejó vía libre para que el conservador Laureano Gómez ganara la presidencia.
Sin una oposición política legal, Gómez impulsó una serie de políticas autoritarias que provocaron gran descontento e impopularidad en su mandato. Entonces, una parte de la dirigencia liberal ordenó a sus militantes alzarse en armas contra la presidencia de Gómez, lo que dio lugar a lo que se conoció como La Violencia.

## Golpe de Estado y ascenso al poder
El 13 de junio de 1953, Laureano Gómez fue derrocado por el general Gustavo Rojas Pinilla, que fue bien recibido por varios sectores del país. El congreso se encontraba clausurado desde 1949, y Rojas gobernó con un órgano legislativo orquestado por él, conocido como la Asamblea Nacional Constituyente(ANAC), que legitimó su ascenso al poder y lo designó como mandatario para los cuatrienios 1954-1958 y 1958-1962 (período que no llegó a ejercer) fue obligado a renunciar el 10 de mayo de 1957, dando paso a un gobierno de transición de la Junta Militar y luego al Frente Nacional (coalición entre liberales y conservadores).
Después de la caída de Rojas en 1957, se reanudaron los comicios para Senado, Cámara, Asambleas Departamentales y Consejos Municipales, en los años pares a partir de 1958, de forma que empezaron a coincidir cada bienio de por medio con los años de las elecciones para presidente, las cuales se reanudaron en forma normal, a partir de mayo de 1958.

## Gabinete ministerial
De acuerdo al orden establecido en la Constitución de 1886ː
| Ministerio                             | Imagen | Nombre                                | Partido             | Inicio                                   | Final                                    |
| -------------------------------------- | ------ | ------------------------------------- | ------------------- | ---------------------------------------- | ---------------------------------------- |
| Ministro de Gobierno                   |        | Lucio Pabón Núñez                     | Partido Conservador | 13 de junio de 1953                      | 19 de septiembre de 1956                 |
| Ministro de Gobierno                   |        | José Enrique Arboleda Valencia        | Partido Conservador | 20 de septiembre de 1956                 | 12 de abril de 1957                      |
| Ministro de Gobierno                   |        | Hernando Navia Varón                  | Partido Conservador | 13 de abril de 1957 - 10 de mayo de 1957 | 13 de abril de 1957 - 10 de mayo de 1957 |
| Ministro de Relaciones Exteriores      |        | Evaristo Sourdis                      | Partido Conservador | 13 de junio de 1953                      | 19 de septiembre de 1956                 |
| Ministro de Relaciones Exteriores      |        | Antonio Escobar Camargo (e)           | Partido Conservador | 1953                                     | 1954                                     |
| Ministro de Relaciones Exteriores      |        | José Manuel Rivas Sacconi             | Partido Conservador | 20 de septiembre de 1956                 | 10 de mayo de 1957                       |
| Ministro de Justicia                   |        | Gral. Gabriel París                   | Partido Conservador | 1954                                     | 1954                                     |
| Ministro de Justicia                   |        | Luis Caro Escallon                    | Partido Conservador | 1954                                     | 1956                                     |
| Ministro de Justicia                   |        | Pedro Manuel Arenas                   | Partido Conservador | 1956                                     | 1956                                     |
| Ministro de Justicia                   |        | Luis Carlos Giraldo                   | Partido Conservador | 1956                                     | 1957                                     |
| Ministro de Hacienda y Crédito Público |        | Antonio Álvarez Restrepo              | Partido Conservador | 1953                                     | 1953                                     |
| Ministro de Hacienda y Crédito Público |        | Carlos Villaveces Restrepo            | Partido Conservador | 1953                                     | 1956                                     |
| Ministro de Hacienda y Crédito Público |        | Néstor Ibarra Yáñez                   | Partido Conservador | 1956                                     | 1956                                     |
| Ministro de Hacienda y Crédito Público |        | Luis Morales Gómez                    | Partido Conservador | 1956                                     | 1957                                     |
| Ministro de Guerra                     |        | Gral. Gustavo Berrío Muñoz            | Partido Conservador | 13 de junio de 1953                      | 7 de agosto de 1954                      |
| Ministro de Guerra                     |        | Gral. Gabriel París                   | Partido Conservador | 7 de agosto de 1954                      | 10 de mayo de 1957                       |
| Ministro de Agricultura                |        | Gral. Arturo Charry                   | Partido Conservador | 1953                                     | 1954                                     |
| Ministro de Agricultura                |        | Juan Guillermo Restrepo               | Partido Conservador | 1954                                     | 1956                                     |
| Ministro de Agricultura                |        | Hernando Salazar Mejia                | Partido Conservador | 1956                                     | 1956                                     |
| Ministro de Agricultura                |        | Eduardo Berrio González               | Partido Conservador | 1956                                     | 1957                                     |
| Ministro de Agricultura                |        | Jesús María Arias                     | Partido Conservador | 1957                                     | 1957                                     |
| Ministros de Trabajo                   |        | Aurelio Caycedo Ayerbe (1953-1954)    | Partido Conservador | 1953                                     | 1954                                     |
| Ministros de Trabajo                   |        | Castor Jaramillo Arrubla (1954-1956)  | Partido Conservador | 1954                                     | 1956                                     |
| Ministros de Trabajo                   |        | Carlos Arturo Torres (1956-1957)      | Partido Conservador | 1956                                     | 1957                                     |
| Ministro de Salud Pública              |        | Bernado Henao Mejía (1953-1956)       |                     | 1953                                     | 1956                                     |
| Ministro de Salud Pública              |        | Gabriel Velázquez Palau (1956)        |                     | 1956                                     | 1956                                     |
| Ministro de Salud Pública              |        | Carlos Márquez Villegas (1956-1957)   |                     | 1956                                     | 1957                                     |
| Ministro de Fomento                    |        | Alfredo Rivera Valderrama (1953-1954) |                     | 1953                                     | 1954                                     |
| Ministro de Fomento                    |        | Manuel Archila (1954-1956)            |                     | 1954                                     | 1956                                     |
| Ministro de Fomento                    |        | Jorge Reyes Gutiérrez (1956)          |                     | 1956                                     | 1956                                     |
| Ministro de Fomento                    |        | TC. Mariano Ospina Navia (1956-1957)  | Partido Conservador | 1956                                     | 1957                                     |
| Ministro de Minas y Petróleos          |        | Pedro Nel Rueda Uribe                 |                     | 1953                                     | 1954                                     |
| Ministro de Minas y Petróleos          |        | Pedro Mauel Arenas                    |                     | 1954                                     | 1956                                     |
| Ministro de Minas y Petróleos          |        | Félix García Ramírez                  |                     | 1956                                     | 1956                                     |
| Ministro de Minas y Petróleos          |        | Francisco Puyana Menéndez             |                     | 1956                                     | 1957                                     |
| Ministro de Educación                  |        | Manuel Mosquera Garcés                | Partido Conservador | 1953                                     | 1954                                     |
| Ministro de Educación                  |        | Daniel Henao Henao                    | Partido Conservador | 1954                                     | 1954                                     |
| Ministro de Educación                  |        | Aurelio Caicedo Ayerbe                | Partido Conservador | 1954                                     | 1955                                     |
| Ministro de Educación                  |        | Gabriel Betancourt Mejía              | Partido Conservador | 1955                                     | 1956                                     |
| Ministro de Educación                  |        | Josefina Valencia de Hubach           | Partido Conservador | 1956                                     | 1957                                     |
| Ministro de Obras Públicas             |        | Santiago Trujillo Gómez               |                     | 1953                                     | 1954                                     |
| Ministro de Obras Públicas             |        | Cap. Rubén Piedrahíta Arango          |                     | 1954                                     | 1957                                     |
| Ministro de Comunicaciones             |        | TC. José Manuel Agudelo               |                     | 1953                                     | 1954                                     |
| Ministro de Comunicaciones             |        | Gral. Gustavo Berrío Muñoz            |                     | 1954                                     | 1956                                     |
| Ministro de Comunicaciones             |        | Gral. Pedro A. Muñoz                  |                     | 1956                                     | 1957                                     |

## Orden público y seguridad

### La Violencia
Con el recrudecimiento de La Violencia el 9 de abril de 1948 tras el asesinato de Jorge Eliécer Gaitán, se crearon grupos de guerrillas liberales y comunistas, por sus seguidores y partidarios contra la persecución en su contra por los gobiernos conservadores de Mariano Ospina Pérez(1946-1950), Laureano Gómez(1950-1951), y Roberto Urdaneta (1951-1953)
Durante 1948 y 1958 se libro la guerra entre las guerrillas liberales y comunistas enfrentadas al Ejército Nacional y la Policía Nacional y contra los grupos paramilitares conservadores como los Chulavitas, los pájaros y las llamadas guerrillas de paz conservadoras. Se registraron combates, emboscadas y masacres.  Estos grupos se desmontaron en gran parte por el inicio del Frente Nacional pactado por los dirigentes liberales y conservadores entre 1956 y 1957 e iniciado en 1958. Sin embargo los conflictos por las tierras, y la desigualdad social seguirán latentes.

#### Desmovilización de las guerrillas liberales y grupos paramilitares conservadores
Tras el golpe militar de 1953 contra el gobierno de Gómez, Gustavo Rojas Pinilla ofreció amnistía y la mayoría de las guerrillas liberales se desmovilizaron, encargando al General Alfredo Duarte Blum para esa tarea de "pacificación" a pesar de los acuerdos de paz, muchos de sus líderes fueron posteriormente asesinados (como Guadalupe Salcedo), y otros retomarían las armas o no se acogerían a las amnistías y se convertirían en bandoleros. Sin embargo, su presidencia de facto persiguió la libertad de expresión y fue muy laxo con los restos de violencia política, particularmente la ejercida por los conservadores contra los liberales. Creó la Oficina de Rehabilitación y Socorro para colaborar con los damnificados de la violencia.

#### Masacres y hechos de violencia
Se ejecutó la masacre de estudiantes universitarios el 9 de junio de 1954, por el Batallón Colombia que había llegado al país de la guerra de Corea.
En 1955 se presentó la denominada Guerra de Villarica en el Tolima. Se presentarían la Masacre en Villarica (Tolima) el 12 de noviembre de 1954, hechos de violencia en la Plaza de Toros de Bogotá en 1956,  siguió la reactivación de las guerrillas y su extensión a zonas del Tolima, Huila, Caldas, Valle del Cauca y Cauca.

#### Supresión de libertad de prensa
Inmediatamente comenzó a suprimir la libertad de prensa, y a controlar los medios de comunicación mediante la creación de emisoras y publicaciones estatales. La crítica de los casos de violencia, llevó al cierre de varios periódicos y a una radicalización de la clase política en contra de Rojas. Un paro cívico ordenado por la clase empresarial y política obligó a Rojas a renunciar el 10 de mayo de 1957.

#### Prohibición del Partido Comunista y persecución religiosa
Continuó la persecución religiosa contra el protestantismo. Prohibición del Partido Comunista Colombiano.

#### Políticas de seguridad
Prohibió la posesión de armas de fuego a la población civil mediante el sistema de salvo conductos. Varios municipios y departamentos tuvieron alcaldes y gobernadores militares. Despolitización de la Policía Nacional, agregándola al Ministerio de Guerra, como cuarto componente del Comando General de las Fuerzas Militares, mediante el decreto 1814 del 10 de julio de 1953.

## Política interior

### Educación
Estimuló los programas de las Escuelas Radiofónicas de Sutatenza y la programación de la televisión educativa, que se inició en Colombia durante su administración. Propuso la creación de escuelas, colegios y universidades, como la Universidad Pedagógica de Colombia con sede en Tunja, elevando a esta categoría a la antigua Normal Superior Universitaria de Colombia.

### Derechos de las mujeres
Reconoció los derechos políticos de las mujeres, mediante el acto legislativo número 3 de la Asamblea Nacional Constituyente (ANAC), del 25 de agosto de 1954.

### Creación de entidades
Creación del Departamento Administrativo Nacional de Estadística (DANE) mediante el Decreto 2666 de 1953. Creó la Secretaría Nacional de Asistencia Social (SENDAS), que dirigió su hija María Eugenia Rojas de Moreno.

### Creación de sindicatos y partidos
Creó la Confederación Nacional del Trabajo (CNT) y el Movimiento de Acción Nacional (MAN), orientados desde la Oficina de Información y Propaganda del Estado (ODIPE).

### Inicio de la televisión en Colombia
Introdujo la televisión en el país. el 13 de junio de 1954, al cumplirse el primer aniversario del gobierno militar, se inauguró la Televisora Nacional.

## Economía y obras públicas

### Aumento de impuestos
Para lograr las metas socioeconómicas, incrementó de inmediato los impuestos del 5% al 14%.
Para facilitar el manejo de las licencias de importación, creó dos bancos públicos, el Banco Ganadero y el Banco Cafetero, medidas que los bancos privados consideraron como «competencia desleal».[cita requerida]
Capitalizó la Caja Agraria, estableció el Instituto de Fomento Tabacalero, y el Instituto Nacional de Abastecimiento (INA).[cita requerida]

### Obras públicas
Auspició la construcción de varias obras de infraestructura entre las cuales se encuentran:
- Completó el Ferrocarril del Atlántico;[cita requerida]
- La pavimentación de la mayor parte de las carreteras troncales del país (como la carretera Bogotá-Chía).[cita requerida]

- Inició la construcción en 1955, del Aeropuerto Internacional El Dorado de Bogotá[36] y de 18 aeropuertos más.[cita requerida]
- La construcción de acueductos, alcantarillados, avenidas y numerosas obras de infraestructura en pueblos de distintas regiones.[cita requerida]
- Se terminó la represa hidroeléctrica de Lebrija y la nueva refinería de Barrancabermeja.[cita requerida]
- Durante su administración, se terminaron las obras de Acerías Paz del Río y el Hospital Militar, el Centro Administrativo Nacional, el Club Militar y la restauración del Observatorio Astronómico.[cita requerida]
- Estadio de fútbol Manuel Murillo Toro de Ibagué y ordenó la construcción del Estadio La Independencia de Tunja, Boyacá.[cita requerida]
- En el Departamento de Boyacá, la ampliación y pavimentación de la carretera Tunja-Bogotá; la electrificación de Boyacá con la instalación de tres unidades en Termopaipa.[cita requerida]
- Construcción de acueductos en Boyacá, Tolima, Cundinamarca, La Guajira y alcantarillado de Leticia.[37]
- Se construyeron bajo su mandato el Palacio Municipal y el Palacio de Justicia de Tunja, la Industria Militar (Indumil) en Sogamoso, la planta de leches de Chiquinquirá, la Transmisora de la Independencia.[cita requerida]
- Impulsó la construcción del Centro Administrativo Nacional (CAN), donde se congregarían los Ministerios y las sedes principales del gobierno y se proyecto un nuevo palacio presidencial.[38]
- Impulsó la vivienda popular, la casa campesina, el seguro campesino[39] y la bolsa de empleos.[cita requerida]

## Controversias

### Explosión de Cali en 1956
Durante su mandato hubo por lo menos tres tragedias como la Explosión de Cali en 1956, provocada según Rojas, por su oposición que había rechazado el Pacto de Benindorm.

### Relaciones exteriores
Buscó estimular la inversión firmando un pacto con Estados Unidos, que permitió que las compañías extranjeras sacaran del país el 100% de sus ganancias.